# It's a Long Way to Tipperary
It's a Long Way to Tipperary er en varieté- og marchsang, som blev skrevet af Jack Judge i 1912. Den er blandt de mest populære marchmelodier gennem tiderne.
Bemærk at den engelske udgave af Wikipedia anser Williams som forfatter af sangen.

## Historie
Jack Judge var varietésanger og forfatter omkring det forrige århundredskifte. Den 30. januar 1912 optrådte han på "The Grand Theater" sammen med sin bror. Efter at forestillingen var slut, tog han ned på en nærliggende pub. Det var på denne pub, en ukendt person udfordrede Jack. Udfordringen gik på, at han ville vædde fem shilling på, at Jack ikke kunne skrive en sang og synge den dagen efter på teatret.
På det tidspunkt svarede fem shilling til både en flaske whiskey og seks dusin cigaretter – altså et noget stort væddemål. Jack lod sig dog ikke afskrække af satsningen og accepterede udfordringen.
Da han senere forlod pubben, hørte han to mænd tale sammen. Dette skulle vise sig at være ret heldigt, da den ene mand forsøgte at vise den anden vej. Lige idet Jack passerede de to, hørte han sætningen "it's a long way to..."
Dette tekststykke blev så anvendt som en sangtitel – dog med "Tipperary" som tilføjelse. Nogle kilder angiver, at det først har været "Connemara", der blev tilføjet, men det har ikke kunnet bekræftes. Jacks ven Horace Vernon komponerede musikken ved at lytte til Jacks sang.
Dagen efter formåede han således at fremføre den fulde sang og dermed vinde væddemålet. Sangen blev hurtigt populær og fængede hos et stort publikum, der hurtigt fik gjort sangen endnu mere populær.
Det var velsagtens pga. den gode melodi og den længselsfulde tekst, at 2nd Battalion Connaught Rangers (der hovedsageligt bestod af irlændere, som havde en vis tilknytning til Tipperary i Irland), brugte den som kompagnisang i august 1914 (under første verdenskrig). Det var her, sangen for alvor blev kendt, da en journalist hørte den og skrev "a company of the 2nd Battalion Connaught Rangers passed us singing, with a note of strange pathos in their rich Irish voices, a song I had never heard before…". 
Sangen blev et hit i den engelske hær, men også i den tyske og russiske. Den blev indspillet af John McCormack og er sidenhen blevet solgt i en million eksemplarer.

## Tekst
1. vers
Up to mighty London came
An Irish lad one day,
All the streets were paved with gold,
So everyone was gay!
Singing songs of Piccadilly,
Strand, and Leicester Square,
'Til Paddy got excited and
He shouted to them there:
Omkvæd
It's a long way to Tipperary,
It's a long way to go.
It's a long way to Tipperary
To the sweetest girl I know!
Goodbye Piccadilly,
Farewell Leicester Square!
It's a long long way to Tipperary,
But my heart's right there.
2. vers
Paddy wrote a letter
To his Irish Molly O',
Saying, "Should you not receive it,
Write and let me know!
If I make mistakes in "spelling",
Molly dear", said he,
"Remember it's the pen, that's bad,
Don't lay the blame on me".
Omkvæd
It's a long way to Tipperary,
It's a long way to go.
It's a long way to Tipperary
To the sweetest girl I know!
Goodbye Piccadilly,
Farewell Leicester Square,
It's a long long way to Tipperary,
But my heart's right there.
3. vers
Molly wrote a neat reply
To Irish Paddy O', 
Saying, "Mike Maloney wants 
To marry me, and so 
Leave the Strand and Piccadilly, 
Or you'll be to blame, 
For love has fairly drove me silly, 
Hoping you're the same!" 
Omkvæd
It's a long way to Tipperary,
It's a long way to go.
It's a long way to Tipperary
To the sweetest girl I know!
Goodbye Piccadilly,
Farewell Leicester Square,
It's a long long way to Tipperary,
But my heart's right there.
Et omkvæd, som blev tilføjet af "almenheden" (soldaterne i Frankrig) under første verdenskrig lyder som følger: 

That's the wrong way to tickle Mary,
That's the wrong way to kiss!
Don't you know that over here, lad,
They like it best like this!
Hooray pour le Français!
Farewell, Angleterre!
We didn't know the way to tickle Mary,
But we learned how, over there!